# 上盛岡站
上盛岡站（日语：／ Kami-Morioka eki */?）是位於岩手縣盛岡市本町通三丁目，屬於東日本旅客鐵道（JR東日本）的山田線車站。

## 歷史
- 1923年（大正12年）10月10日：車站啟用[1][2]。
- 1981年（昭和56年）10月1日：結束貨物起卸業務[2]。
- 1982年（昭和57年）11月15日：結束行李起卸業務[3]。撒走列車交會設備。成為無人車站[4]，但是實際上是由盛岡站派遣職員至此站當值。
- 1987年（昭和62年）4月1日：伴隨國鐵分割民營化，車站由東日本旅客鐵道（JR東日本）營運[1][2]。
- 1998年（平成10年）4月1日：車站正式無人化。

## 車站構造
本站是地面車站，設有1面1線的單式月台。此站曾設有2面3線的月台，在盛岡一方設有貨物側線。北邊曾經設有機走線，現時為岩手縣立中央醫院用地。當時車站設有引込線前往舊日本專賣公社工場。車站前後均設有S形彎位，這是由於兩處均曾經設置Y形轉轍器。該引込線遺址後來曾經是IGR岩手銀河鐵道前總部。
本站原是職員配置車站，後來改為由盛岡站派遣職員至此並進行管理的無人車站。本站曾設有較具規律的木製站房，站內設有Kiosk，後來改裝成為只有櫃臺和候車室的小型站房。在無人化後，現時設有新式簡易站房。隨著車站無人化，前往車站北邊的縣立中央醫院通道封閉，但是導盲磚仍然存在。
此站沒有自動售票機和廁所，車站入口附近設有自動販賣機。站前則設有士站（列車運行時段會有的士常駐）和月租停車場（由Jaster管理）。

## 車站周邊
車站周邊為住宅區。在步行圈內可到達兩間大學和公寓區。從此站步行10-15分鐘可到達盛岡市中心，該處有各種設施。
政府機構、警察、消防
- 盛岡稅務署
- 岩手縣廳
- 盛岡東警署 北山交番
- 盛岡東警署 本町交番

學校
- 盛岡市立仁王小學
- 盛岡市立上田中學
- 岩手縣立盛岡視覺支援學校
- 岩手縣立杜陵高等學校
- 岩手縣立盛岡第一高等學校
- 岩手大學
- 岩手醫科大學 本町校園

銀行、郵局
- 岩手銀行 上田分店
- 盛岡上田郵局
- 盛岡中央郵局
- 秋田銀行 盛岡分店
- 岩手銀行 總店
- 北日本銀行 總店

小商店、便利店等
- Fal 上田店
- Big House 上盛岡店
- 鶴羽藥房 上田店

寺廟
在車站東北方的北山和名須川地區設有多間寺廟
醫院
車站北邊設有縣立中央醫院，也有許多私家醫院
公園、綠地等
- 岩手大學農學部付屬植物園
- 岩手大學教育學部付屬自然觀察園

其他
- IGR岩手銀河鐵道舊總部
- 岩手縣道132號上盛岡停車場線
- 國道4號
- 國道455號 起點

巴士站
站前設有小型迴旋路，沒有巴士於該處出發。車站周邊設有巴士站，但是站內沒有指示巴士站位置。
- 本町通三丁目、醫大本町校園前、縣立中央醫院前、仁王小學前、名須川町（均距離此站300米範圍內）

## 相鄰車站
東日本旅客鐵道（JR東日本）
■山田線
□快速「谷灣」、■普通
盛岡－上盛岡－山岸

## 注腳

## 外部連結
- 車站資訊（上盛岡）：東日本旅客鐵道（日語）